# Jammerbugt FC
Jammerbugt FC var en dansk fodboldklub, der blev dannet som en eliteoverbygning for Jetsmark Idrætsforening. Overbygningen trådte i kraft 1. juli 2008. Den 26. februar 2013 besluttede generalforsamlingen at foretage et navneskifte fra Blokhus FC til Jammerbugt FC, hvilket officielt blev taget i brug i DBU's turneringer fra 2013/14-sæsonen. Fra sommeren 2012 spillede holdet i 2. division Vest. Fra 2021 spillede holdet i 1. division. Jammerbugt FC spillede sine hjemmekampe på Jetsmark Stadion i den nordjyske by Pandrup, hvor der er tilhørende svømmehal, kunstgræs og indendørshaller.

## Konkurs
Onsdag den 17. august 2022 blev Jammerbugt FC begæret konkurs da de i lange perioder ikke havde udbetalt løn til en række spillere. Klubben blev erklæret konkurs, hvilket betyder at moderklubben skal spille i Jyllandsserien.
Onsdag den 24. august 2022 blev der i Statstidende offentliggjort et konkursdekret, det betød at Jammerbugt FC blev taberdømt 0-3 resten af sæsonen og at de vil blive tvangsnedrykket to rækker hvilket vil betyde at de er at finde i Jyllandsserien i sæsonen 2023-24 under navnet Jetsmark Idrætsforening.